# Robert Harris
Robert Dennis Harris (Nottingham, Inglaterra, 7 de março de 1957) é um romancista inglês. Ex-jornalista da BBC e membro da Royal Society of Literature, é autor de inúmeros best-sellers, já traduzidos para mais de 35 idiomas. Em 2014, venceu o Prêmio Walter Scott de Ficção Histórica, por sua obra, "An Officer and a Spy".

## Biografia
Harris é filho de Dennis Harris, gráfico que trabalhou para uma grande empresa em Nottingham, e de Audrey Harris. Embora sua infância tenha sido típica de uma família da classe trabalhadora, ele diz que seu pai, apesar de abandonar a escola aos 14 anos de idade, era um autodidata que fazia da leitura um hábito contínuo, lendo as últimas obras de autores como Graham Greene e H. G. Wells.
Harris estudou na Belvoir High School, em Bottesford, e depois na King Edward VII School, em Melton Mowbray, onde uma ala foi batizada em sua homenagem. Ali, escreveu peças de teatro e foi responsável pela edição da revista da escola. Harris também estudou literatura inglesa no Selwyn College, em Cambridge, onde foi presidente da união e editor do jornal estudantil Varsity.
Obteve um bacharelado em jornalismo da Universidade de Cambridge em 1978 e se tornou um dos principais repórteres da Grã-Bretanha, atuando na BBC, nos programas Newsnight e Panorama, e como editor político do The Observer. Com 30 anos de idade, foi o responsável por conduziu uma entrevista cara a cara com o presidente americano Ronald Reagan. Tornou-se colunista político de esquerda para o periódico dominical The Sunday Times, de Rupert Murdoch, em plena era conservadora de Margaret Thatcher, e também escreveu uma coluna para o The Daily Telegraph.
Harris vive em Berkshire com sua esposa, a jornalista Gill Hornby, irmã do romancista best-seller Nick Hornby. Casados desde 1988, o casal tem quatro filhos, Holly, Charlie, Matilda e Sam.

### Literatura
O desejo de se tornar escritor se manifestou quando ainda jovem, graças às visitas à gráfica em que seu pai trabalhava. Aos 22 anos, escreveu seu primeiro livro, "A Higher Form of Killing", obra de não ficção que trata sobre guerra química e biológica. Em seguida, escreveu outras obras, em que tratou de eventos como a Guerra das Malvinas.
Embora Harris tenha consolidado suas credenciais como escritor no gênero da não ficção, com títulos como "Selling Hitler", em que investiga o escândalo dos diários do ditador alemão, foi a escrita de ficção histórica que o alçou ao reconhecimento.
Enquanto escrevia "Selling Hitler", o autor percebeu o quanto o livro era repleto de personagens. Suas pesquisas sobre o período lhe renderam a ideia para Fatherland, publicado em 1992. O romance policial é ambientado em uma realidade alternativa, em que a Alemanha Nazista venceu a Segunda Guerra Mundial, e lançou Harris à fama. O livro foi traduzido em 25 idiomas e se tornou um best-seller no mundo inteiro, sendo transformado em filme em 1994. Harris chama a casa de campo onde ainda vive atualmente de "a casa que Hitler comprou", uma vez que a pagou com o dinheiro que recebeu pelas vendas deste seu primeiro romance.
Enigma, livro que Harris escreveu em 1995, também se tornou um campeão de vendas, e ganhou uma versão em filme em 2001. "An Officer and a Spy" foi seu nono romance, que lhe rendeu, em 2014, o Prêmio Walter Scott de Ficção Histórica. Em 2001, voltou ao jornalismo, escrevendo para o Daily Telegraph. Em 2003, foi indicado a colunista do ano, no British Press Awards.

### Política
Anteriormente um doador do Partido Trabalhista, ele renunciou ao seu apoio ao partido após a nomeação do jornalista do The Guardian, Seumas Milne, como seu diretor de comunicações pelo líder Jeremy Corbyn. Ele agora apoia os liberais democratas.

## Obras

### Ficção
- Fatherland (1992) Pátria Amada (Record, 1993)
- Enigma (1995)
- Archangel (1998)
- Pompeii (2003) Br: Pompéia (Record, 2005)
- The Ghost (2007) Br: O Fantasma (Record, 2008)
- The Fear Index (2011)
- An Officer and a Spy (2013) Pt: O oficial e o Espião (Editorial Presença, 2014)
- Conclave (2016) Br: (Companhia das Letras, 2020)
- Munich (2018) Br: Munique (Alfaguara, 2018)
- The Second Sleep (2019)
- V2 (2020)
- Act of Oblivion (2022)

#### Trilogia de Cícero
- Imperium (2006) Br: (Record, 2009)
- Lustrum (2009) Br: (Record, 2010)
- Dictator (2015) Br: (Record, 2017)

#### Contos
- PMQ, contos na colectânea Speaking with the Angel. London: Penguin, 2 November 2000

#### Cinema
- Pompeii (2007, não filmado)
- The Ghost Writer (2010)
- D (2014)
- An Officer and a Spy (2019)

### Não Ficção
- A Higher Form of Killing: The Secret Story of Gas and Germ Warfare (com Jeremy Paxman). London: Chatto & Windus, March 1982
- Gotcha! The Government, the Media and the Falklands Crisis. London: Faber and Faber, January 1983
- The Making of Neil Kinnock. London: Faber and Faber, 17 September 1984
- Selling Hitler: The Story of the Hitler Diaries. London: Faber and Faber, 17 February 1986
- Good and Faithful Servant: The Unauthorized Biography of Bernard Ingham. London: Faber and Faber, December 1990